# Oravský Biely Potok
Oravský Biely Potok este o comună slovacă, aflată în districtul Tvrdošín din regiunea Žilina. Localitatea se află la altitudinea de 649 m deasupra n.m., se întinde pe o suprafață de 18,45 km2 și în 2017 număra 724 de locuitori.

## Istoric
Localitatea Oravský Biely Potok este atestată documentar din 1546.

## Demografie
| An:                | 1994 | 2004   | 2014    | 2024   |
| ------------------ | ---- | ------ | ------- | ------ |
| Număr de persoane: | 563  | 618    | 715     | 760    |
| Diferență:         |      | +9,76% | +15,69% | +6,29% |

| An:                | 2023 | 2024   |
| ------------------ | ---- | ------ |
| Număr de persoane: | 748  | 760    |
| Diferență:         |      | +1,60% |